# 東区 (香港)
東区（とうく、広東語読み：トンキョイ）は、香港の18の行政区画の1つである。2001年の人口は、616,199人。この区は香港で、人口が2番目に多く、住民の収入は3番目に多い。区議会選挙区は35。
香港島の北東に位置し、炮台山、北角、鰂魚涌、康山、太古城、西湾河、筲箕湾、杏花邨、柴湾、小西湾の各地域を含む。

## 地理

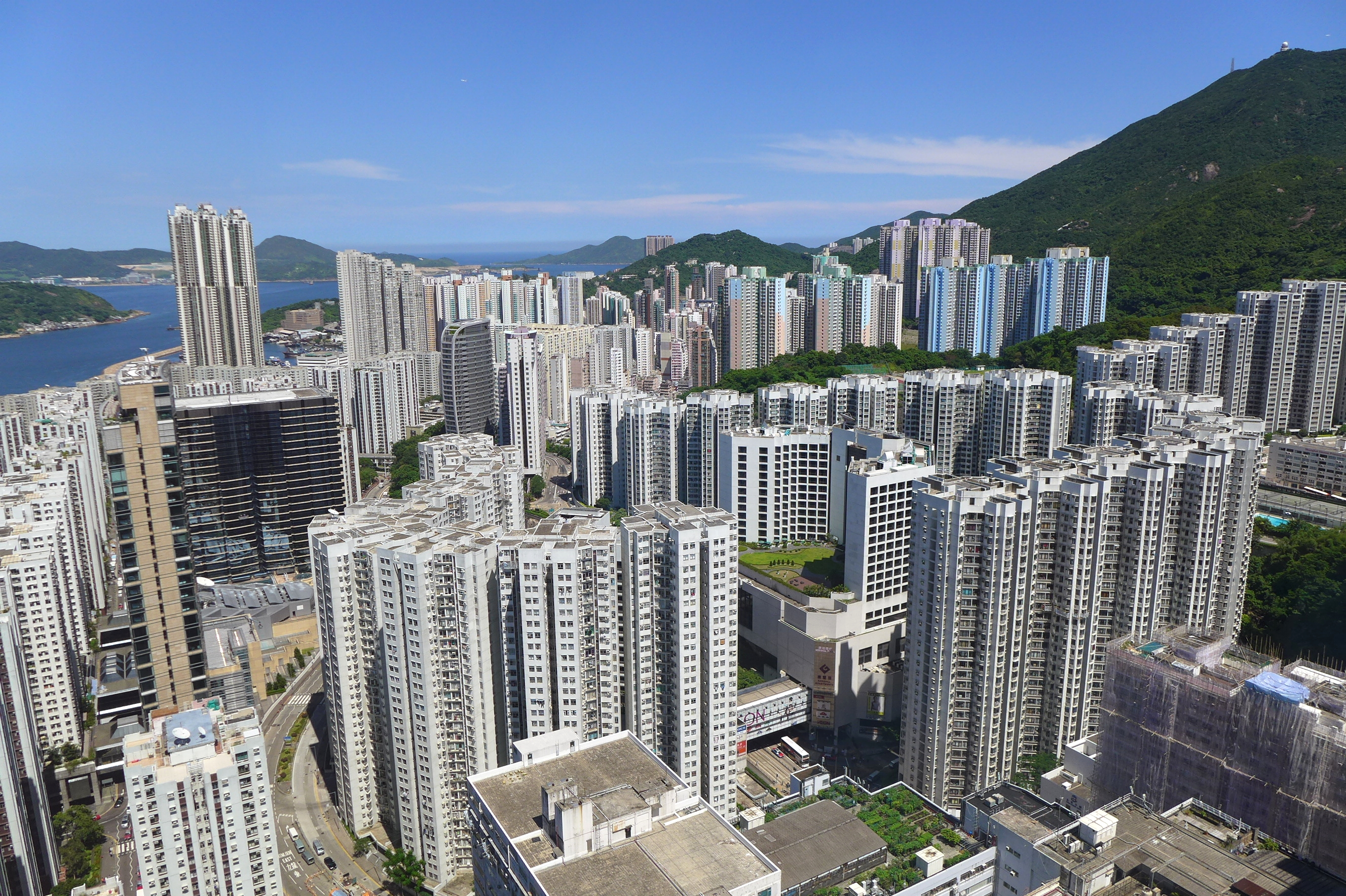
東区の海沿いに並ぶ高層ビル群

もともとは、漁村の入江、採石場、造船所であったが、東区は、今や大部分が住宅で占められ、工業地域といくつかの大きなショッピングモールがあって、人口が密集している。数々の大きな公設及び私設の住宅団地があり、太古城、康怡花園、杏花邨がこれに含まれる。鰂魚涌西部の旧工業地域が、商業集積地として開発されている。
過去において、この区は、筲箕湾から海岸沿いの他の地域へと延びる歴史あるトラムが設置されている英皇道（King's Road）のみによって結ばれていたが、この道はラッシュ時の渋滞で悪名が高かった。このことは、1980年代の東区走廊（Island Eastern Corridor）、香港MTR港島線の建設によって大幅に改善された。

## 教育

### 大学
- 香港樹仁大学

### 中学校
- 庇理羅士女子中学（中国語版）
- 金文泰中学（中国語版）
- 顕理中学（中国語版）
- 聖貞徳中学（中国語版）
- 嘉諾撒書院（中国語版）
- 張祝珊英文中学（中国語版）
- 中華基督教会桂華山中学（中国語版）
- 閩僑中学（中国語版）
- 炮台山循道衛理中学（中国語版）
- 香港中国婦女会中学（中国語版）
- 聖馬可中学（中国語版）
- 港島民生書院（中国語版）
- 慈幼英文学校
- 筲箕湾官立中学（中国語版）
- 筲箕湾東官立中学（中国語版）
- 嶺南中学（中国語版）
- 宝血女子中学（中国語版）
- 文理書院（香港）（中国語版）
- 張振興伉儷書院（中国語版）
- 明愛柴湾馬登基金中学（中国語版）
- 聖公会李福慶中学（中国語版）
- 伊斯蘭脱維善紀念中学（中国語版）
- 中華伝道会劉永生中学（中国語版）
- 衛理中学（中国語版）
- 嶺南衡怡紀念中学（中国語版）
- 福建中学（小西湾）（中国語版）
- 培僑中学（中国語版）
- 蘇浙公学（中国語版）
- 漢華中学（中国語版）
- 中華基金中学（中国語版）

### 小学校
- 聖公会聖米迦勒小学
- 北角衛理小学（中国語版）
- 啓基学校（港島）（中国語版）
- 北角官立小学（中国語版）
- 丹拿山循道学校（中国語版）
- 香港嘉諾撒学校
- 番禺会所華仁小学（中国語版）
- 太古小学（中国語版）
- 仏教中華康山学校（中国語版）
- 滬江小学（中国語版）
- 中華基督教会基湾小学（愛蝶湾）（中国語版）
- 愛秩序湾官立小学（中国語版）
- 香港中国婦女会丘佐栄学校（中国語版）
- 中華基督教会基湾小学（中国語版）
- 励志会梁李秀娯紀念小学（中国語版）
- 筲箕湾崇真学校
- 筲箕湾官立小学（中国語版）
- 慈幼学校（中国語版）
- 聖馬可小学（中国語版）
- 救世軍韋理夫人紀念学校（中国語版）
- 聖公会柴湾聖米迦勒小学（中国語版）
- 天主教明徳学校（中国語版）
- 基督教香港信義会信愛学校
- 救世軍中原慈善基金学校（中国語版）
- 培僑小学（中国語版）
- 漢華中学（小学部）（中国語版）
- 港大同学会小学（中国語版）
- 蘇浙小学（中国語版）
- 培生学校

### 特別支援学校
- 保良局余李慕芬紀念学校（広東語版）
- 香港西区扶輪社匡智晨輝学校（中国語版）
- 明愛楽義学校（広東語版）

### 国際学校
- 漢基国際学校（中国語版）
- デリア・スクール・オブ・カナダ（英語版）
- フランス国際学校（英語版）（柴湾校舎）
- 香港日本人学校（中学部）
- 韓国国際学校（英語版）

## 交通

### 鉄道
- 香港MTR

■港島線
（堅尼地城方面）- 炮台山駅 - 北角駅 - 鰂魚涌駅 - 太古駅 - 西湾河駅 - 筲箕湾駅 - 杏花邨駅 - 柴湾駅
■将軍澳線
北角駅 - 鰂魚涌駅 -（将軍澳方面）
- 香港トラム

西行：筲箕湾総駅↔琉璃街
東行：永興街↔筲箕湾総駅

### 道路
幹線道路
- ：東区海底トンネル（中国語版）
- ：中環及湾仔繞道（中国語版）、東区走廊（中国語版）、柴湾道（中国語版）

市区道路
- 英皇道
- 柴湾道（中国語版）
- 筲箕湾道（中国語版）
- 康山道（中国語版）

郊区道路
- 大潭道（中国語版）